# Porto Cervo

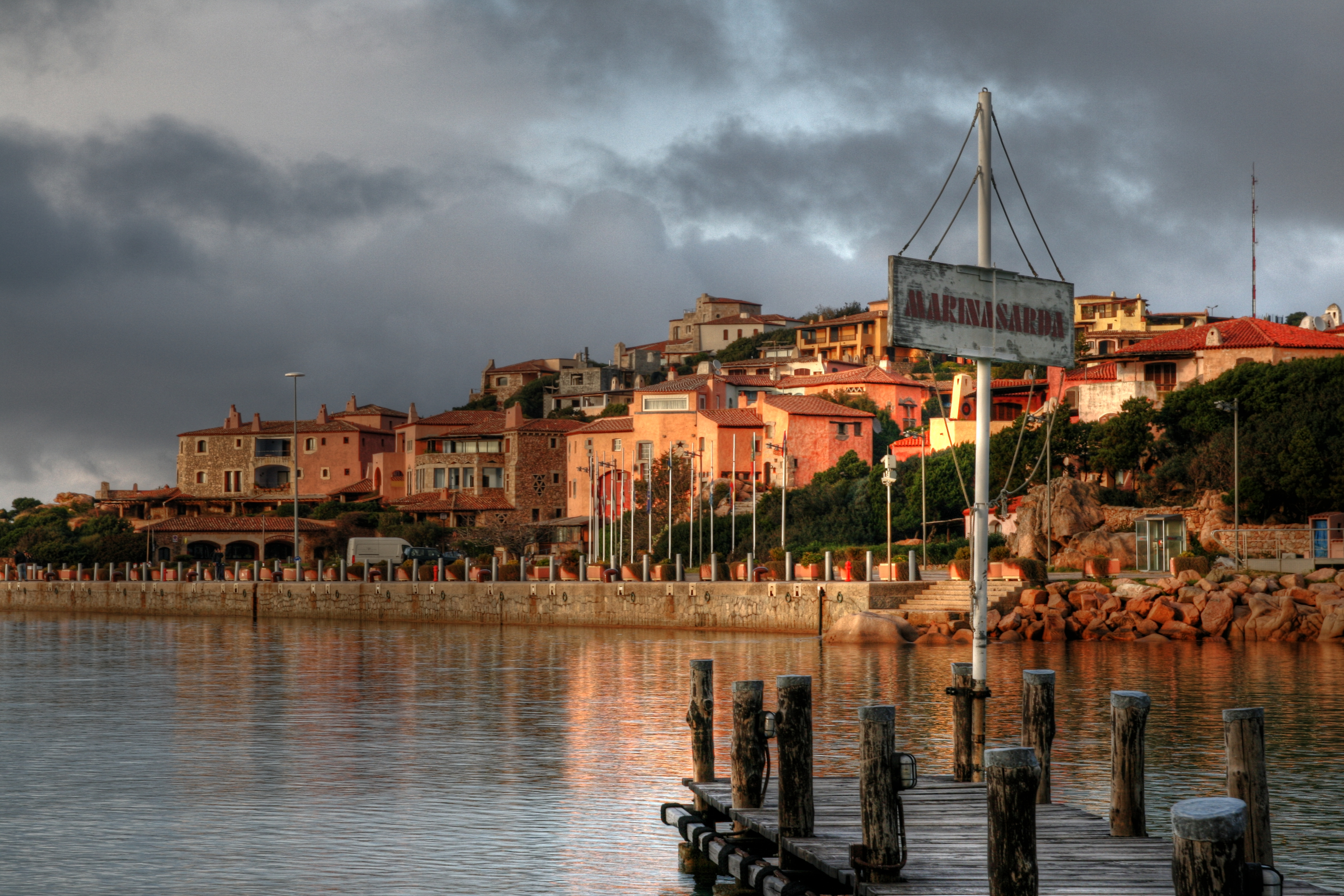
Der Hafen von Porto Cervo bei Sonnenuntergang

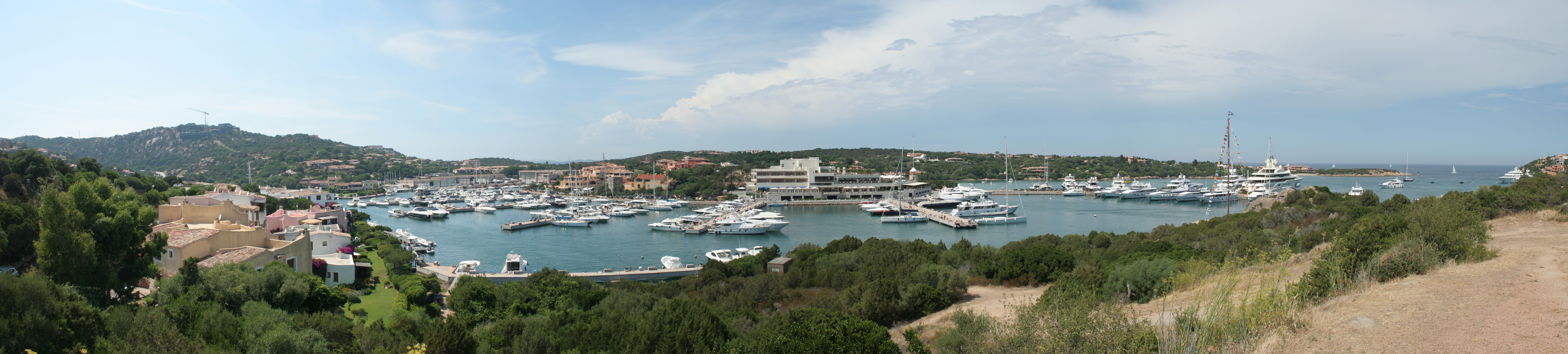
Der Hafen von Porto Cervo

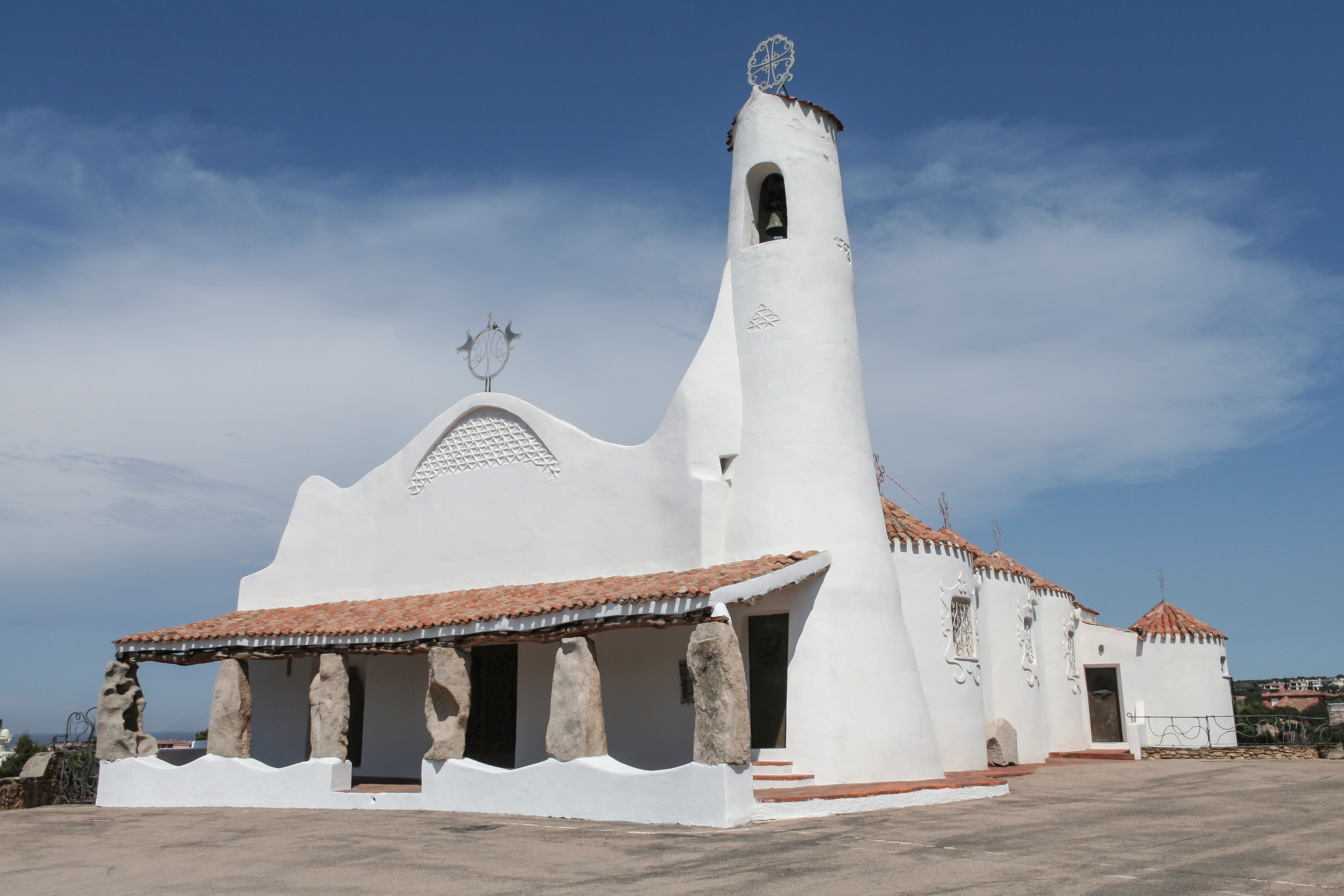
Die Kirche Stella Maris in Porto Cervo als ein Beispiel der Architektur an der Costa Smeralda

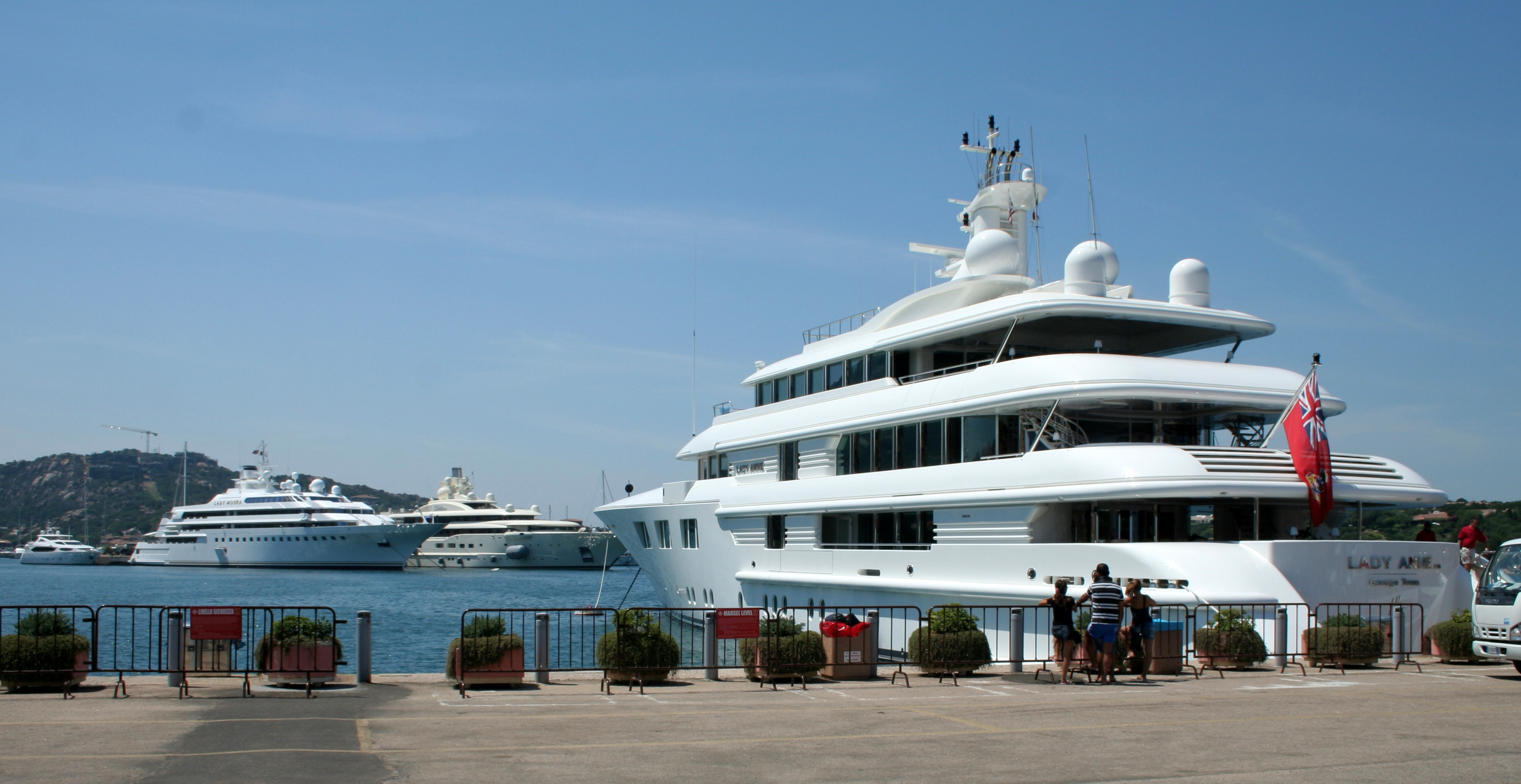
Drei Megayachten – Lady Anne, Lady Moura und Dilbar im Hafen von Porto Cervo

Porto Cervo ist ein Urlaubsort an der Costa Smeralda, dessen touristisches Zentrum er darstellt, an der Nordostküste Sardiniens in der Nähe des 46 Meter hohen Capo Ferro mit seinem Leuchtturm. Entstanden ist der Ort 1962. Porto Cervo ist ein Ortsteil der Gemeinde Arzachena.
Der Baustil des Ortes verbindet alte sardische Traditionen mit modernen Elementen. Porto Cervo hat sich zu einem beliebten Urlaubsziel des internationalen Jetsets entwickelt, denen eine Reihe von 4- und 5-Sterne-Hotels zur Verfügung stehen. Karim Aga Khan IV. gründete Mitte der 1960er Jahre den Ort als Urlaubsziel für exklusive Feriengäste. Ursprünglich war dort Weideland, das er 1963 günstig erwerben konnte. Der beauftragte Architekt war Enzo Satta, zudem waren Jacques Couelle, Luigi Vietti und Michele Busiri Vici beteiligt. Der südöstliche Teil des Ortes stammt (Porto Vecchio) aus den 1960er Jahren. Mit größter architektonischer und landschaftsplanerischer Sorgfalt entstand das kleine Städtchen rund um die charakteristische Piazzetta. Sie ist durch exklusive Restaurants und Abendlokale geprägt. Schnell wurde Porto Cervo wie geplant bei wohlhabenden Urlaubern populär. 
In dem in den letzten Jahren ausgebauten Teil der Marina haben sich ein Segel- und ein Yachtclub etabliert.
Ein architektonisch wichtiger Bau ist die Kirche Stella Maris, erbaut 1968. Die Entwürfe von Michele Busiri Vici sind deutlich inspiriert von der traditionellen sardischen Bauweise. Das Vordach wird von sechs unbehauenen Monolithen gestützt. Eine leuchtend türkise Kuppel krönt die Dachkonstruktion. Im Inneren des weiß gekalkten Kirchenschiffs befindet sich das Gemälde Schmerzensreiche Madonna des Malers El Greco. Es wurde der Kirche von der Familie Thyssen geschenkt.